# Emanuele Cani
Emanuele Cani (Carbonia, 16 agosto 1968) è un politico italiano.

## Biografia
Nato a Carbonia nel 1968, è sposato e padre di una figlia. Diplomato in geometra, lavora in una società di cui è l’amministratore che eroga servizi a studi legali, notarili e professionali in genere.
Già assessore e consigliere provinciale per l'ex provincia di Carbonia-Iglesias sia con i Democratici di Sinistra che con il Partito Democratico.
Alle elezioni politiche del 2013 viene candidato, ed eletto, alla Camera dei Deputati, nella circoscrizione Sardegna tra le liste del Partito Democratico.
Il 28 luglio 2018 viene eletto segretario regionale del Partito Democratico Sardegna, traghettando il partito a una serie di appuntamenti elettorali: regionali, europee e amministrative.
Agli inizi di novembre 2021 annuncia la sua decisione di non ricandidarsi alle primarie per la segreteria regionale del PD Sardegna.
Il 9 aprile 2024 viene nominato assessore all’industria della Sardegna dalla Presidente Alessandra Todde.